# Myśl.pl
Myśl.pl – kwartalnik społeczno-polityczny ukazujący się w latach 2006–2018, wydawany przez Fundację im. Bolesława Chrobrego. Redaktorem naczelnym pisma jest Krzysztof Tenerowicz.

## Działalność
W kwartalniku podejmowana była tematyka społeczno-polityczną, ekonomiczna, zagadnienia kultury i nauki oraz historii. Zespół Myśl.pl przedstawia swoje opinie, komentarze i aktualne działania na portalu związanym z kwartalnikiem.
Redakcja Myśl.pl prowadzi również panele dyskusyjne. W tym celu w większych miastach funkcjonują kluby Myśl.pl.

## Redakcja
Redaktor naczelny: Krzysztof Tenerowicz
Sekretarz redakcji: Sylwester Chruszcz
Zespół:
Rafał Wiechecki, Sławomir Pszenny, Karol Wołek, Karol Kaźmierczak, Bartłomiej Królikowski, dr Andrzej Krzystyniak, Piotr Zych, Łukasz Reszczyński, Krzysztof Gędłek, Maciej Eckardt, Adam Andruszkiewicz
Stali współpracownicy:
Anna Maria Siarkowska, Marcin Chmielowski, dr Dariusz Piotr Kucharski, Tomasz Rzymkowski, prof. Mieczysław Ryba, ks. Tadeusz Isakowicz-Zaleski, dr Lech Haydukiewicz, Dominika Jabłońska, Marcin Palade, Anna Dalecka, dr Marek Kawa, Robert Kuraszkiewicz, Maciej Szepietowski, Wojciech Chudzik, Przemysław Benken, Kamil Sulej, Michał Kowalczyk, Jakub Pietkiewicz, Karol Podstawka, Damian Zakrzewski, dr Rafał Zgorzelski, Dariusz Wasilewski, Arkadiusz Meller, dr Jacek Misztal, dr Rafał Dobrowolski, dr hab. Marta Cywińska, Przemysław Stolarski.

## Autorzy (m.in.)
prof. dr hab. Tadeusz Białecki, prof. dr hab. Marian Broda, Ján Čarnogurský, prof. dr hab. Łukasz Czuma, prof. Andrzej Furier, dr Waldemar Gontarski, dr Dariusz Grabowski, prof. dr hab. Bogumił Grott, dr Lech Haydukiewicz, ks. Tadeusz Isakowicz-Zaleski, Beata Januchta, dr Jazep Januszkiewicz, Anna Pietraszek, Arkadiusz Robaczewski, prof. dr hab. Mieczysław Ryba, dr Grzegorz Strauchold, doc. dr Lech A. Suchomłynow, prof. Włodzimierz Suleja, prof. Ryszard Szawłowski, Bogusław Szwedo, dr Tomasz Teluk, dr hab. Przemysław Waingertner, Artur Zawisza, Tadeusz Zubiński, Robert Żłobiński, Jens-Peter Bonde, Wojciech Cejrowski, prof. dr hab. Wiesław Chrzanowski, Janusz Dobrosz, dr Rafał Dobrowolski, ks. prof. dr hab. Roman Dzwonkowski, Ryszard Filipski, Stanisław Gawłowski, Dag Hartelius, prof. dr Andrzej Hrynkiewicz, Tadeusz Iwiński, Aleksiej Janukiewicz, Marek Kawa, prof. Leon Kieres, Roman Kluska, Hans Michael Kofoed-Hansen, Janusz Korwin-Mikke, Ghervazen Longher, dr Andrzej Krzystyniak, Jan Łopuszański, dr Andrzej Malinowski, Egidijus Meilūnas, Stanisław Michalkiewicz, prof. dr hab. inż. Janina Molenda, Mariusz Muszyński, Joanna Najfeld, Andrzej Pilipiuk, Maciej Płażyński, Paweł Poncyljusz, Józef Porzecki, Libor Rouček, Marek Sarjusz-Wolski, Radosław Sikorski, Anna Sokołowa, Dmytro Sydor, Wojciech Szczurek, Adam Szejnfeld, prof. dr hab. Jan Szyszko, Waldemar Tomaszewski, dr hab. Maciej Urbanowski, Michał Wałach, Janusz Wojciechowski, prof. Thomas Woods, dr hab. Krzysztof Wieteska, Krzysztof Zaremba i inni.

## Kluby
- oddziały: Warszawa, Gdynia, Koszalin, Kraków, Lublin, Łódź, Opole, Szczecin, Wrocław, Białystok, Poznań
- goście (m.in.): Sławomir Cenckiewicz, Wiesław Chrzanowski, ks. Tadeusz Isakowicz-Zaleski, Janusz Korwin-Mikke, Bogusław Polak, Stanisław Remuszko, Piotr Walerych, Artur Zawisza, Rafał Ziemkiewicz[potrzebny przypis]

## Publikacje
1. Marian Szołucha, Naród i ekonomia. Myśl społeczno-gospodarcza Narodowej Demokracji w okresie II Rzeczypospolitej, Szczecin 2008 (ISBN 978-83-925466-0-3)
2. dr Eryk Łon, Warto mieć polską walutę, Szczecin 2008 (ISBN 978-83-925466-1-0)
3. Wybacz mi Żono, że Polskę ukochałem bardziej niż Ciebie i dziecko. Polscy narodowcy jako ofiary nazizmu w okresie II wojny światowej, pod red. Przemysława Andrejuka, Szczecin 2009 (ISBN 978-83-925466-2-7)
4. Marcin Lutomski, Mikołaj Rybacki, Bohaterska obrona Głogowa 1109 roku (komiks), Szczecin 2009 (ISBN 978-83-925466-3-4)